# Bystrzyca Górna (gromada)
Bystrzyca Górna – dawna gromada, czyli najmniejsza jednostka podziału terytorialnego Polskiej Rzeczypospolitej Ludowej w latach 1954–1972.
Gromady, z gromadzkimi radami narodowymi (GRN) jako organami władzy najniższego stopnia na wsi, funkcjonowały od reformy reorganizującej administrację wiejską przeprowadzonej jesienią 1954 do momentu ich zniesienia z dniem 1 stycznia 1973, tym samym wypierając organizację gminną w latach 1954–1972.
Gromadę Bystrzyca Górna z siedzibą GRN w Bystrzycy Górnej utworzono – jako jedną z 8759 gromad na obszarze Polski – w powiecie świdnickim w woj. wrocławskim, na mocy uchwały nr 28/54 WRN we Wrocławiu z dnia 2 października 1954. W skład jednostki weszły obszary dotychczasowych gromad Bystrzyca Górna, Lubachów, Burkatów, Bystrzyca Dolna i Opoczka ze zniesionej gminy Bojanice w tymże powiecie. Dla gromady ustalono 19 członków gromadzkiej rady narodowej.
1 lipca 1968 gromadę zniesiono, a jej obszar włączono do gromad: Lutomia (wsie Burkatów, Opoczka, Lubachów i Bystrzyca Górna) i Witoszów Dolny (wieś Bystrzyca Dolna) w tymże powiecie.